# Simona Gioli
Simona Gioli (Rapallo, 17 settembre 1977) è una pallavolista italiana.
Gioca nel ruolo di centrale e opposto.

## Carriera

Gioli (a destra) alla Virtus Reggio Calabria nella stagione 1998-99

La carriera di Simona Gioli inizia nel 1992 quando gioca per la Libertas Pallavolo Rovigo, in Serie D; nella stagione 1993-94 passa al Cassano, in Serie B1. L'esordio nella pallavolo professionistica avviene nella stagione 1994-95, in Serie A2, quando è ingaggiata dalla Virtus Reggio Calabria: con il club calabrese resta per sette annate, ottenendo la promozione in Serie A1, al termine della stagione 1995-96, e la vittoria di due Coppe Italia nell'edizione 1999-00 e 2000-01, la Supercoppa italiana 2000 ed una Coppa CEV; nel 1998 ottiene le prime convocazioni in nazionale, esordendo in una partita amichevole, il 30 maggio, contro Cuba, con cui nel 1999 vince la medaglia di bronzo al campionato europeo.
Dopo un'annata al Reggio Emilia, nella stagione 2002-03 veste la maglia della Sirio Perugia, a cui rimane legata per sei stagioni, nonostante un periodo di inattività nel 2006 a causa di una gravidanza, aggiudicandosi tre scudetti, tre Coppe Italia, una Supercoppa italiana, due Coppe CEV, venendo premiata come MVP in quella 2006-07, e l'edizione 2007-08 della Champions League; con la nazionale vince la medaglia d'argento al campionato europeo 2005 e la medaglia d'oro al campionato europeo e alla Coppa del Mondo, dove viene nominata MVP, entrambi nel 2007.
Nella stagione 2008-09 si trasferisce in Russia nella Dinamo Mosca, militando per tre stagioni, segnate dalla vittoria di uno scudetto e di una Coppa di Russia: al termine dell'annata 2010-11, a seguito dell'eliminazione della squadra dai play-off scudetto, torna in Italia per concludere la stagione con il Spes Conegliano; con la nazionale, nel 2009, è ancora vincitrice della medaglia d'oro al campionato continentale, ai XVI Giochi del Mediterraneo e alla Grand Champions Cup, dove viene eletta MVP, mentre nel 2010 vince il bronzo al World Grand Prix e nel 2011 nuovamente l'oro alla Coppa del Mondo.
Sperimentando anche il ruolo di opposto, per il campionato 2011-12 è di nuovo nella Superliga russa con il Fakel, mentre nella stagione successiva passa al Galatasaray, militante nel massimo campionato turco. Nell'annata 2013-14 torna in Italia, ingaggiata dall'IHF di Frosinone, neopromossa in Serie A1, così come nella stagione successiva gioca per una nuova neopromossa, ossia il Flero, dove resta per tre annate.
Nella stagione 2017-18 si accasa al Gorla, in Serie B1: tuttavia a campionato in corso viene ceduta alla Millenium Brescia, in Serie A2, conquistando la promozione in Serie A1. Resta però nella serie cadetta anche per la stagione successiva vestendo la maglia dell'Olimpia Teodora.
Nel corso dell'annata 2019-20 si accorda con il Real Mazzano, in Serie B2.

## Palmarès

### Club
- Campionato italiano: 3

2002-03, 2004-05, 2006-07
- Campionato russo: 1

2008-09
- Coppa Italia: 5

1999-00, 2000-01, 2002-03, 2004-05, 2006-07
- Coppa di Russia: 1

2009
- Supercoppa italiana: 2

2000, 2007
- CEV Champions League: 1

2007-08
- Coppa CEV: 3

1999-00, 2004-05, 2006-07

### Nazionale (competizioni minori)
- Trofeo Valle d'Aosta 2004
- Trofeo Valle d'Aosta 2008
- Giochi del Mediterraneo 2009

### Premi individuali
- 2007 - Coppa CEV: MVP
- 2007 - Coppa del Mondo: Miglior muro
- 2007 - Coppa del Mondo: MVP
- 2009 - Champions League: Miglior attaccante
- 2009 - Campionato europeo: Miglior attaccante
- 2009 - Grand Champions Cup: MVP
- 2009 - Grand Champions Cup: Miglior attaccante